# Anianus
Anianus ist ein lateinischer männlicher Vorname.

## Varianten
- Anian

## Einzelname
- Hl. Anianus (Wilparting) (7. Jahrhundert), Diakon und Missionar in Bayern
- Hl. Anianus von Alexandria († 82), Patriarch von Alexandria
- Hl. Anianus von Orléans (Anianus von Orléans; † ≈ 453), Bischof von Orléans
- Anianus von Celeda, Diakon in einer Kirchengemeinde namens Celeda
- Annianus von Alexandria, schrieb 412 eine Weltchronik; legte dem von ihm berechneten Osterzyklus die 532-jährige Periode zugrunde
- Anian (Bischof) († um 1306), Bischof von Bangor
- Anian I († vor 1266) Bischof von St Asaph
- Anian II († 1293), Bischof von St Asaph

## Vorname
- Anian Christoph Wimmer (* 1973), deutsch-australischer Journalist, Publizist und Autor
- Anian Zollner (* 1969), deutscher Schauspieler